# マトロット
マトロット、マトロート（フランス語: matelote）はフランスの魚料理の1種。魚を赤ワインで煮込んだ料理。大西洋沿岸地域で魚の煮込みにマトロットの名前がつく。
フランス語で水夫や船員を意味するmatelotから転じた名前であると考えられている。
ヴィクトル・ユーゴーの小説『レ・ミゼラブル』第四部にマトロート、ジブロット（ウサギの白ワイン煮）というあだ名の女中が登場する。マトロートには、岩波文庫豊島与志雄訳では「魚料理」、新潮文庫佐藤朔訳では「魚のシチュー」、ちくま文庫西永良成訳では「淡水魚のワイン煮」と注釈されている。